# 아이폰 5s
애플 아이폰 5s(Apple iPhone 5s)는 폭스콘이 제조하고 애플이 설계, 판매하는 iOS 스마트폰이다. 애플의 7번째 아이폰이자 아이폰 5 후속 제품이다.
2013년 9월 10일 미국 캘리포니아 샌프란시스코 모스콘 센터에서 발표, A1453/1457/1530/1533 모델은 2013년 9월 20일, A1518 모델은 2014년 1월 17일 출시되었다.

## 색상
- 스페이스 그레이
- 실버
- 골드

## 지문 인식
"Touch ID"라는 이 지문 인식 기술은 홈 버튼 주위 링과 홈 버튼에 내장된 센서를 이용해 이루어진다. 지문 인식으로 기기 잠금 해제, iTunes 계정, 무선 결제 시스템 등을 제어할 수 있다. 그러나 가끔식 인식이 잘 되지 않을때가 있고, 그후에는, 지문 저장이 잘 되지 않는다.

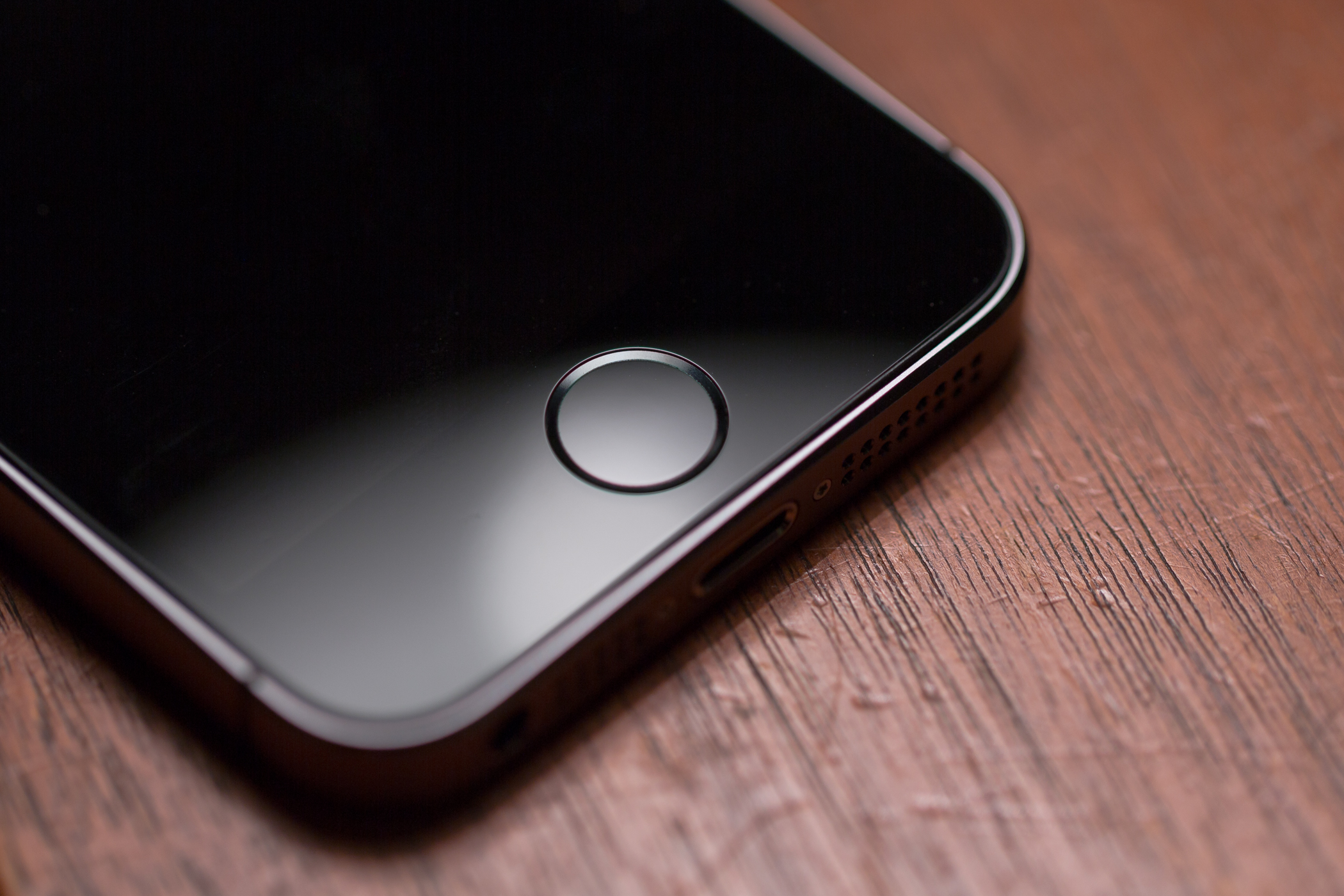
지문인식이 가능한 아이폰 5s의 홈버튼

## 애플리케이션 프로세서
애플 A7 칩은 세계 최초로 ARM 홀딩스의 ARMv8에 기초한 사이클론 아키텍처를 적용해 64비트 연산 처리를 지원하고 보조 프로세서인 애플 M7은 자이로스코프 센서, 가속도 센서, 나침반 등 센서 정보를 읽어 통합 관리하는 프로세서다.

## 출시 국가
| 국가                          | 통신사                                                  |
| ----------------------------- | ------------------------------------------------------- |
| 1차 출시국 (2013년 9월 21일)  |                                                         |
| 독일                          | Deutsche Telekom, 보다폰                                |
| 미국                          | AT&T, 스프린트, 버라이즌, T모바일                       |
| 싱가포르                      | M1, SingTel, StarHub                                    |
| 영국                          | 에브리싱 에브리웨어(오렌지 영국+T모바일 영국)           |
| 오스트레일리아                | Optus (Virgin 포함), Telstra, Vodafone                  |
| 일본                          | KDDI, 소프트뱅크, NTT 도코모                            |
| 프랑스                        | Bouygues, SFR, Orange                                   |
| 캐나다                        | Bell(Virgin 포함), Rogers(Fido 포함), Telus(Koodo 포함) |
| 홍콩                          | SmarTone, Hutchison, CSL                                |
| 중화인민공화국                | 차이나 유니콤, 차이나 텔레콤, 차이나 모바일             |
| 2차 출시국 (2013년 10월 25일) |                                                         |
| 네덜란드                      | T모바일, 보다폰                                         |
| 뉴질랜드                      | 보다폰                                                  |
| 노르웨이                      | 텔레노르, 텔리아 소네라                                 |
| 폴란드                        | 오랑쥬                                                  |
| 포르투갈                      | TMN, 보다폰                                             |
| 아일랜드                      | 보다폰, O2                                              |
| 루마니아                      | 오랑쥬                                                  |
| 러시아                        | MTS                                                     |
| 슬로바키아                    | O2, 오랑쥬                                              |
| 슬로베니아                    | SI모바일                                                |
| 대한민국                      | SK텔레콤, KT                                            |
| 스페인                        | 텔레포니카 모비스타, 보다폰, 오랑쥬                     |
| 스웨덴                        | 텔레노르, 텔리아 소네라                                 |
| 스위스                        | 스위스콤, 오랑쥬                                        |
| 대만                          |                                                         |
| 3차 출시국 (2013년 11월 1일)  |                                                         |
| 알바니아                      |                                                         |
| 아르메니아                    |                                                         |
| 바레인                        |                                                         |
| 콜롬비아                      |                                                         |
| 엘살바도르                    |                                                         |
| 괌                            |                                                         |
| 과테말라                      |                                                         |
| 인도                          |                                                         |
| 북마케도니아                  |                                                         |
| 말레이시아                    |                                                         |
| 멕시코                        |                                                         |
| 몰도바                        |                                                         |
| 몬테네그로                    |                                                         |
| 사우디아라비아                |                                                         |
| 튀르키예                      |                                                         |
| 아랍에미리트                  |                                                         |

## 같이 보기
- 애플 아이폰 5c
- 애플 아이패드 에어
- 애플 아이패드 미니 레티나 디스플레이